# Suprême Confession
Pour plus de détails, voir Fiche technique et Distribution.
Suprême Confession (Suprema confessione) est un film dramatique italien réalisé par Sergio Corbucci, sorti en 1957.

## Synopsis
La femme d'un chef d'orchestre au passé orageux accepte de rencontrer un maitre chanteur dans un hôtel. Elle refuse de se donner à lui et il meurt en essayant d'échapper à la police arrivée entretemps. Mais son mari ne lui fait plus confiance. Une maladie de leur petit garçon rapprochera les deux époux.

## Fiche technique
- Titre français : Suprême Confession[1]
- Titre original : Suprema confessione
- Réalisation : Sergio Corbucci
- Scénario : Sergio Corbucci et Luciano Lucignani
- Photographie : Marco Scarpelli, Luciano Trasatti, Gianni Puccini et Piero Vivarelli
- Musique : Carlo Innocenzi
- Production : Artur Brauner, Sante Chimirri, Sergio Corbucci
- Pays d'origine :  Italie
- Format : Noir et blanc - Mono
- Genre : Film dramatique
- Durée : 91 minutes (1 h 31)
- Dates de sortie : 
  - Italie : 1957
  - Allemagne de l'Ouest : 1er novembre 1957
  - France : 7 avril 1961[1]

## Distribution
- Anna Maria Ferrero : Giovanna Siri
- Massimo Serato : Marco Neri
- Andrea Checchi : Don Diego Garletto
- Barbara Shelley : Bettina
- Sonja Ziemann : Giovanna
- Piero Lulli : Franz
- Arnoldo Foà : Armando
- Franco Corelli